# Екскурсія математикою. Як через готелі, риб, камінці і пасажирів метро зрозуміти цю науку (книга)
Екскурсія математикою. Як через готелі, риб, камінці і пасажирів метро зрозуміти цю науку (англ. The Joy of x: A Guided Tour of Math, from One to Infinity)  — книга Стівена Строґаца, американського математика, професора з прикладної математики Корнелльського університету (Ітака, Нью-Йорк, США). Вперше опублікована 1 жовтня 2013 року видавництвом «Houghton Mifflin Harcourt» (США), підрозділом «Mariner Books». Українською мовою книга перекладена та опублікована в 2019 році видавництвом «Наш формат» (перекладач — Анастасія Дудченко).

## Передісторія
У 2010 році автор написав низку статей з основ математики, які були надруковані в газеті «The New York Times» та викликали шквал позитивних відгуків. Кожна наступна колонка ставала ще більш популярною, ніж попередня. Розуміючи захопленість своїх численних читачів, Стівен Строґац написав наукову працю «Екскурсія математикою», що досі залишається бестселером американського та світового книжкового ринку.
Наразі книга входить до числа топових видань Amazon.com, котрі зібрали більше ста «п'ятизіркових» відгуків.

## Огляд книги
Основою видання стали як вже відомі матеріали, так і абсолютно нові статті на тему математики. Строґац стверджує, що «цариця наук» пронизує всі галузі людської діяльності, є універсальною мовою буття. Та, на жаль, мало хто з нас розуміє її красу та мудрість.
Автор книги є вчителем-мрією для учнів по всьому світу. Адже він здатний запалити іскру цікавості, ба більше — культивувати щиру любов до математичної науки, що триватиме все життя. Його робота — унікальний шанс подивитись на світ чисел, формул і цифрових величин з іншого боку. Заново відкрити для себе захоплюючий світ математики.

## Основний зміст
Стівен Строґац розкриває суть математичної науки, починаючи від того, навіщо взагалі потрібні цифри і продовжуючи більш складними поняттями з геометрії, статистики, інтегрального числення. Від філософських основ арифметики до диференціалів, теорії груп, топології та векторного обчислення. І це не просто суха теорія, а практикум, який тісно переплетений з реальним життям. Як треба перевертати матрац свого ліжка, щоб він прослужив максимально довго? Як Google здійснює пошук в Інтернеті? Зі скількома людьми варто провести співбесіду, перш ніж взяти когось на роботу? Автор пояснює великі математичні ідеї просто та елегантно, приводячи блискучі приклади та ілюстрації, які зрозумілі кожному. Він впевнений, що той, хто прочитає «Екскурсію математикою», більше ніколи не забуде теорему Піфагора!

## Відгуки
«Ця книга — чудове дослідження всієї краси математики, у кращих традиціях Льюїса Керролла та Мартіна Гарднера. Екскурсія математикою розважає, дивує, книга здатна зробити усіх нас трішки розумнішими». — Стівен Пінкер, американський професор психології, автор книги «How the Mind Works» (1997)
«Стівен Строґац повинен зробити для математики те, що Джулія Чайлд зробила для кулінарії. Він показує, що ця річ дійсно важлива, і що вона може нас живити». — Джеймс Глейк, автор книги «Chaos: Making a New Science» (1987)
«Ця чудова книга нагадає вам, наскільки красива й магічна математика. Стів Строґац — це вчитель, якого б ми всі хотіли мати». — Джошуа Фоер, популярний журналіст, автор бестселера «Moonwalking with Einstein»

## Переклад українською
- Стівен Строґац. Екскурсія математикою. Як через готелі, риб, камінці і пасажирів метро зрозуміти цю науку / пер. Анастасія Дудченко. — К.: Наш Формат, 2019. — ISBN 978-617-7682-56-0.